# Benetton B200
El Benetton B200 fue el coche con el que el equipo Benetton compitió en la temporada 2000 de Fórmula 1. Lo conducían el italiano Giancarlo Fisichella y el austriaco Alexander Wurz, ambos en su tercera temporada con el equipo. El japonés Hidetoshi Mitsusada fue nombrado piloto de pruebas del equipo, antes de ser despedido en mayo.

## Diseño y desarrollo
El B200 se lanzó en enero de 2000 en el Museo Nacional de Arte de Catalunya y se transmitió en su nuevo sitio web que se lanzó ese mismo mes. Tim Densham fue nombrado diseñador jefe del B200, en sustitución del saliente Nick Wirth. Densham había trabajado anteriormente en el proyecto abortado Honda RA099. El B200 intentó volver a lo básico, después de que el complejo B199 de la temporada anterior sufriera a menudo poca fiabilidad. El B200 presentaba un nuevo motor, el Playlife FB02 fabricado por Supertec, que fue hecho a medida para el B200.
Antes de la temporada, el equipo participó en las pruebas de enero en Barcelona y en las pruebas de febrero en Jerez y Barcelona. En febrero, el equipo dio a conocer su nuevo Centro de Rendimiento Humano vinculado con el desarrollo de pilotos para la temporada 2000.
El B200 fue patrocinado principalmente por la marca de tabaco Mild Seven y continuó pintado en color azul cielo. Además de esto, el equipo mantuvo el patrocinio de empresas como D2, al tiempo que añadió nuevos socios Marconi y MTCI.

### Renault
Tras el primer Gran Premio de la temporada, se anunció que Renault compraría el equipo Benetton a la familia Benetton. El acuerdo de 120 millones de dólares vio a Renault unirse como patrocinador clave del B200 y sucesor del B201 antes de que Renault tomara la propiedad total del equipo en 2002.

## Rendimiento de carrera
El B200 tuvo un comienzo exitoso, sumando dos puntos con Fisichella en la primera carrera de la temporada. Antes del Gran Premio de Brasil, el sucesor de Rocco Benetton, Flavio Briatore, regresó al equipo después de haber sido designado por Renault como director del equipo. Supervisó que el equipo consiguiera un podio, nuevamente con Fisichella, ya que terminó en tercer lugar en Interlagos. Días después ascendería al segundo lugar tras la descalificación de David Coulthard.
Después del éxito inicial, los tres Grandes Premios siguientes fueron estériles para el equipo y no consiguió puntos. Antes del Gran Premio de Europa, el equipo abandonó al piloto de pruebas Mitsusada tras un bajo rendimiento en la F3000. Rápidamente reclutaron a Antonio Pizzonia, quien comenzó a realizar tareas de prueba y desarrollo en el B200. Para su equipo de trastienda, también se anunció que Mike Gascoyne se uniría procedente del Jordan Grand Prix en 2001.
En el Gran Premio de Europa, Fisichella terminó quinto sumando dos puntos más al total del B200. Continuaría consiguiendo podios consecutivos en Mónaco y más tarde en Canadá, gracias a una estrategia de una sola parada en boxes. Sin embargo, la buena suerte duró poco ya que se retiró de cuatro de los siguientes cinco Grandes Premios.
En comparación con Fisichella, Wurz tuvo una mala temporada. Fue necesario hasta el Gran Premio de Italia para sumar sus primeros puntos de la temporada, terminando quinto. Durante la temporada se especuló que Pizzonia lo reemplazaría, y en agosto Jenson Button fue fichado por el equipo antes de 2001.
Los esfuerzos de Wurz en Monza serían los últimos puntos anotados para el B200 en la temporada 2000. El equipo terminó cuarto en el Campeonato de Constructores, empatado con British American Racing con 20 puntos, pero se colocó por delante debido a los tres podios de Fisichella.
Tras la conclusión de la temporada, el futuro doble campeón del mundo de Fórmula 1, Fernando Alonso, probó el Benetton B200. El futuro ganador de la carrera, Mark Webber, fue nombrado piloto de pruebas en 2001 y también completó vueltas en el B200, en el circuito de Estoril.

## Resultados
(Clave) (negrita indica pole position) (cursiva indica vuelta rápida)

| Año     | Motor        | Neu. | N.º | Pilotos              | 1   | 2   | 3   | 4   | 5   | 6   | 7   | 8   | 9   | 10  | 11  | 12  | 13  | 14  | 15  | 16  | 17  | Puntos | Pos. |
| ------- | ------------ | ---- | --- | -------------------- | --- | --- | --- | --- | --- | --- | --- | --- | --- | --- | --- | --- | --- | --- | --- | --- | --- | ------ | ---- |
| 2000    | Playlife V10 | B    |     |                      | AUS | BRA | SMR | GBR | ESP | EUR | MON | CAN | FRA | AUT | GER | HUN | BEL | ITA | USA | JPN | MYS | 20     | 4º   |
| 2000    | Playlife V10 | B    | 11  | Giancarlo Fisichella | 5   | 2   | 11  | 7   | 9   | 5   | 3   | 3   | 9   | Ret | Ret | Ret | Ret | 11  | Ret | 14  | 9   | 20     | 4º   |
| 2000    | Playlife V10 | B    | 12  | Alexander Wurz       | 7   | Ret | 9   | 9   | 10  | 12  | Ret | 9   | Ret | 10  | Ret | 11  | 13  | 5   | 10  | Ret | 7   | 20     | 4º   |
| Fuente: |              |      |     |                      |     |     |     |     |     |     |     |     |     |     |     |     |     |     |     |     |     |        |      |